# ويل ماثيوز
ويل ماثيوز (بالإنجليزية: Will Matthews)‏ هو لاعب اتحاد الرغبي بريطاني، ولد في 14 يناير 1985 في أكسفورد في المملكة المتحدة.